# Taricharkalan
Taricharkalan là một thị xã và là một nagar panchayat của quận Tikamgarh thuộc bang Madhya Pradesh, Ấn Độ.

## Nhân khẩu
Theo điều tra dân số năm 2001 của Ấn Độ, Taricharkalan có dân số 6440 người. Phái nam chiếm 54% tổng số dân và phái nữ chiếm 46%. Taricharkalan có tỷ lệ 57% biết đọc biết viết, thấp hơn tỷ lệ trung bình toàn quốc là 59,5%: tỷ lệ cho phái nam là 67%, và tỷ lệ cho phái nữ là 45%. Tại Taricharkalan, 17% dân số nhỏ hơn 6 tuổi.